# Being With Juli Ashton
Being With Juli Ashton ist ein US-amerikanischer Pornospielfilm von Veronica Hart aus dem Jahr 2000. Er stellt eine Porno-Adaption des Films Being John Malkovich aus dem Jahr 1999 dar.

## Handlung
Der Film hat zwei Handlungsstränge, die sich teilweise im Verlauf des Films überschneiden. Ein Handlungsstrang schildert die Geschichte eines Amateur-Filmregisseurs namens Herb (Steve Hatcher), der einen Job bei dem Produktionsstudio VCA bekommt. Die andere Hälfte der Handlung beschreibt die Geschichte von Juli Ashton (gespielt von ihr selbst) und ihr Privat- und Berufsleben. Herb findet einen geheimen Zugang, der es ihm ermöglicht, in die Köpfe diverser Porno-Darstellerinnen zu gelangen und somit das Leben aus deren Perspektive zu betrachten.
Der Film ist insofern interaktiv ausgestaltet, als der Zuschauer die Möglichkeit hat, sich die Handlung aus drei unterschiedlichen Perspektiven erzählen zu lassen. Der Zuschauer kann im Rahmen der Menüführung entweder Julis Geschichte oder die von Herb wählen. Die dritte Variante ist der „Director’s Cut“, der beide Geschichten in der gewöhnlichen Art und Weise zeigt.

## Auszeichnungen
- 2001: Adult DVD Empire Award – Editor’s Pick